# Inverness (Californie)
Pour les articles homonymes, voir Inverness.
Inverness est une census-designated place du comté de Marin en Californie, aux États-Unis.
En 2010, la population y est de 1304 habitants.